# 陰嚢空気腫
陰嚢空気腫（いんのうくうきしゅ、英: Pneumoscrotum）は、陰嚢の腫大を呈する稀な疾患である。陰嚢内にガスや空気が溜まることで腫脹する。
陰嚢空気腫とは、陰嚢気瘤、明白な捻髪音を伴う陰嚢気腫、後腹膜腔の気体が鼠径管を通過し陰嚢内に至るもの、陰嚢の局所的な気体の貯留の4つの病態を指す。陰嚢空気腫は、感染症や遠くの臓器や部位からのガスや空気の流入など、様々な原因で生じ得る。

## 原因
陰嚢空気腫は、医原性因子（内視鏡的ポリープ切除術後の結腸穿孔）および外傷性因子（胸部外傷）によって引き起こされる場合が最も多い。更に、自然発生的な陰嚢空気腫の原因としては、ガス産生細菌感染、自然気胸、腹腔中空臓器の穿孔などがある。

## 機序
陰嚢空気腫には3つの生理病理学的説明が考えられる。一つは、ガスを産生する細菌の感染で、陰嚢に直接気体が入るか、皮下組織を通って（フルニエ壊疽など）気体が流入する。腹腔内に存在する空気塊が侵入することも考えられる。この空気は、様々な腹膜欠損部や筋膜面を通して陰嚢内に拡散する可能性がある。他にも、横隔膜の胸骨肋縁が直接繋がることで、骨盤と腹腔内空洞に空気塊が拡散する場合がある。

## 診断
CT、X線、MRIは、病態の根本的な原因を特定するために使用される。医用画像工学の利用により腹部や胸部などの空気の発生源の特定が容易になる。